# Jessye Norman
Jessye Norman (Augusta, 15 de setembre de 1945 - Nova York, 30 de setembre de 2019) fou una cantant estatunidenca que va consolidar la seva fama tant en els escenaris d'òpera com en els seus memorables concerts i recitals. Fou una soprano dramàtica amb una majestuosa presència escènica, que rebé el sobrenom de Just Enormous per la seva poderosa veu. Entre els seus rols més destacats es poden citar els d'Aida, Casandra, Alceste i Leonora (Fidelio). L'any 2006 va rebre el premi Grammy Lifetime Achievement Award.

## Biografia
Va néixer a Augusta, Geòrgia (Estats Units) en el si d'una família de músics aficionats; la seva mare era pianista i el seu pare cantava en un cor local. Va estudiar a l'Escola Elemental Charles T. Walker, l'institut A. R. Johnson Junior High School, i a la Lucy C. Laney Senior High School, tots ells a Augusta.
Jessye Norman va rebre una beca per anar a la Universitat de Howard, i es va graduar el 1967 amb un títol en música, i a la Universitat de Michigan amb un Masters Degree el 1968. A l'any següent, va guanyar la Competició Musical Internacional ARD a Múnic.
Va fer el debut operístic el 1969 com a l'Elisabeth del Tannhäuser de Richard Wagner en l'Òpera Estatal de Berlín, i en els anys següents va actuar amb diverses companyies d'òpera alemanyes i italianes. Va tornar als Estats Units per debutar en un concert professional al Lincoln Center el 1973, i va debutar el 1983 en el Metropolitan Opera a Les Troyens de Berlioz en una producció que va marcar la temporada del centenari de la companyia.
Va cantar en diversos esdeveniments públics i cerimònies de renom, com són les inauguracions presidencials de 1985 i 1997 als EUA, el 60è aniversari de la reina Isabel II, o la celebració del bicentenari de la Revolució Francesa a la Place de la Concorde (París), on va cantar «La Marsellesa» vestida amb un elaborat disseny amb els colors de la bandera francesa, obra del dissenyador Jean-Paul Gaultier.
A més de les seves representacions operístiques, Jessye Norman feu recitals, on interpretava àries, lieder, i espirituals. També va realitzar col·laboracions amb altres artistes; va estrenar el cicle de cançons Woman.life.song de la compositora Judith Weir, una obra encarregada pel Carnegie Hall, amb textos de Toni Morrison, Maia Angelou i Clarissa Pinkola Estés; va interpretar una selecció de música sacra de Duke Ellington; va gravar un àlbum de jazz, Jessye Norman Sings Michel Legrand; i va intervenir en el projecte de Vangelis titulat Mythodea.
La manera de ser d'aquesta cantant combinava una aparent sobrietat amb moments d'humor sorprenent, en la venerable tradició operística de les dives, fins al punt que molts consideren que fou la inspiració per al rol titular de la pel·lícula francesa de 1981 Diva.
La seva ciutat natal, Augusta, li va dedicar un amfiteatre al costat del riu a començaments dels anys 1990. Des de principis d'aquella dècada, Norman visqué a Croton-on-Hudson, Nova York, en una finca anomenada The White Gates.